# Pohvisztnyevo
Pohvisztnyevo (oroszul: По́хвистнево, csuvas nyelven Похвиҫнӗ) város Oroszországban, a Szamarai területen, a Pohvisztnyevói járás székhelye.

## Lakossága
- 1959-ben 23 063 lakosa volt.
- 1970-ben 26 125 lakosa volt.
- 1979-ben 25 719 lakosa volt.
- 1989-ben 27 843 lakosa volt.
- 2002-ben 27 973 lakosa volt, melynek 61,5%-a orosz, 13,1%-a csuvas, 10,9%-a tatár, 8,1%-a mordvin.
- 2010-ben 28 181 lakosa volt, melynek 66,8%-a orosz, 11,5%-a csuvas, 10,8%-a tatár, 6,5%-a mordvin.